# Peter B. Hirsch
Sir Peter Bernhard Hirsch (* 16. Januar 1925 in Berlin) ist ein britischer Physiker und Materialwissenschaftler (Metallurge).

## Leben
Hirsch emigrierte als Jude aus Deutschland, ging in Chelsea zur Schule und studierte Metallurgie an der Universität Cambridge, wo er 1946 seinen Bachelor machte und 1949 bei William Lawrence Bragg promoviert wurde. Danach war er Dozent in Cambridge und ab 1966 Professor an der University of Oxford (Isaac Wolfson Chair of Metallurgy). Er ist Fellow von St. Edmund Hall in Oxford. 1992 wurde er emeritiert, blieb aber als Wissenschaftler aktiv.
Hirsch ist für seine Untersuchung von Kristalldefekten und der Rolle von Versetzungen in der Plastizität bekannt. Er ist einer der Pioniere des Einsatzes von Transmissions-Elektronenmikroskopie in der Metallurgie.

## Auszeichnungen
- 1973 Hughes-Medaille der Royal Society
- 1975 Ritterschlag
- 1977 Royal Medal der Royal Society
- 1983 Von Hippel Award
- 1983/4 Wolf-Preis in Physik
- 1988 Holweck-Preis
- 2005 Lomonossow-Goldmedaille der Russischen Akademie der Wissenschaften[1]

## Mitgliedschaften
- 1963 Royal Society
- 1989 Academia Europaea
- 2001 auswärtiges Mitglied der US-amerikanischen National Academy of Engineering
- 2005 auswärtiges Mitglied der American Academy of Arts and Sciences
- 2006 auswärtiges Mitglied der Russischen Akademie der Wissenschaften
- Honorary Fellow der Royal Microscopical Society

## Schriften (Auswahl)
- mit Howie, Whelan, Pashley, Nicholson: Electron Microscopy of Thin Crystals. Butterworths/Krieger 1965, 1977
- Topics in Electron Diffraction and Microscopy of Materials. IOP Publishers, 1999
- mit David P. G. Lidbury: Methods for the Assessment of Structural Integrity of Components and Structures. 2003